# Marty Nothstein
Marty Wayne Nothstein (Allentown (Pennsylvania), 10 februari 1971) is een voormalig Amerikaans wielrenner.

## Belangrijkste overwinningen
1994
- Wereldkampioen Keirin (baan), Elite
- Wereldkampioen Sprint (baan), Elite

1996
- Wereldkampioen Keirin (baan), Elite

2000
- Olympisch kampioen Sprint (baan), Elite

2002
- Zesdaagse van Moskou (baan)

2003
- Cycling Essex Country Cherry Blossom Tour

2005
- 3e etappe Tour of Christiana

1896: Paul Masson ·
1900: Albert Taillandier ·
1920: Maurice Peeters ·
1924: Lucien Michard ·
1928: Roger Beaufrand ·
1932: Jacques van Egmond ·
1936: Toni Merkens ·
1948: Mario Ghella ·
1952: Enzo Sacchi ·
1956: Michel Rousseau ·
1960: Sante Gaiardoni ·
1964: Giovanni Pettenella ·
1968: Daniel Morelon ·
1972: Daniel Morelon ·
1976: Anton Tkáč ·
1980: Lutz Heßlich ·
1984: Mark Gorski ·
1988: Lutz Heßlich ·
1992: Jens Fiedler ·
1996: Jens Fiedler ·
2000: Marty Nothstein ·
2004: Ryan Bayley ·
2008: Chris Hoy · 
2012: Jason Kenny · 
2016: Jason Kenny · 
2020: Harrie Lavreysen · 
2024: Harrie Lavreysen
- International Standard Name Identifier: 0000 0003 6791 036X
- Library of Congress Control Number: n2012014138
- Virtual International Authority File: 233151802
- WorldCat: E39PBJg4gdKqjY4bhxgtTm3mh3